# Corte Virgiliana
Corte Virgiliana (ex Corte di Pietole) è una storica corte lombarda situata in frazione Pietole di Borgo Virgilio, in provincia di Mantova. È una delle numerose residenze di campagna appartenute ai Gonzaga di Mantova.

## Storia e descrizione
Edificata nel XIV secolo, si presenta come un complesso formato da vari corpi di fabbrica attorno a due cortili comunicanti, difesa da torri e da muri di cinta. Veniva utilizzata dai Gonzaga per l'allevamento dei loro famosi e pregiati cavalli. La corte, inoltre, poteva originariamente essere raggiunta dai signori, navigando da Mantova sul Mincio.
Il duca di Mantova Guglielmo Gonzaga provvide all'edificazione delle stalle, mentre si deve al duca Ferdinando Gonzaga la costruzione degli altri fabbricati, compreso l'edificio di rappresentanza. Con la caduta dei duchi di Mantova, all'inizio del XVIII secolo, la proprietà passò alla Casa Imperiale Austriaca, che la cedette ai conti Zanardi e all'inizio del XIX secolo all'antica famiglia Da Varano di Camerino.
Fanno parte del complesso gli spazi verdi, un grande giardino interno alla corte e un secondo giardino, delimitato da fabbricati e da una muraglia.
In tempi recenti la corte è stata trasformata a struttura ricettiva.